# Джордж Косматос
Джордж Косматос (на английски език - George Pan Cosmatos) е кинорежисьор от гръцки произход. 

## Биография
Роден е във Флоренция, Италия на 4 януари 1941 година. Роден в Италия, израства в Египет и Кипър Косматос говори свободно шест езика. Завършва режисьорско майсторство в Лондон, Великобритания. Работи като асистент-режисьор на Ото Преминджър във филмите „Exodus“ (1960) и „Leon Uris“ (1960) - филм за създаването на държавата Израел. Работи във филма Зорба Гъркът (1964). Става популярен в Италия с филма Rappresaglia (1973) в който участва една от най-известните звезди на европейското кино Марчело Мастрояни и The Cassandra Crossing (1976) със София Лорен. През 1979 година прави изключително успешният филм „Бягство от Атина“, чието действие се развива в годините на Втората световна война, и с участието на плеяда звезди като: Роджър Мур, Дейвид Нивън, Тели Савалас и Клаудия Кардинале. През 1985 година снима втората част на поредицата за екшън героя Джон Рамбо, с участието на Силвестър Сталоун. През 1986 година режисира още един екшън със Силвестър Сталоун - Кобра. В края на кариерата си, създава класическият уестърн „Тумбстоун“ - филм за размирен град в щата Аризона, в който пристига легендарният шериф Уаят Ърп (в ролята Кърт Ръсел). Последният му филм е „Конспирация в сянка“ (на английски: Shadow Conspiracy) (1997), с участието на Чарли Шийн и Линда Хамилтън.
Умира на 19 април 2005 година в град Виктория, Британска Колумбия, от рак на белите дробове.

## Избрана филмография

### Режисьор
| година | филм                          | оригинално заглавие        | бележки |
| ------ | ----------------------------- | -------------------------- | ------- |
| 1985   | Рамбо: Първа кръв, втора част | Rambo: First Blood Part II |         |
| 1986   | Кобра                         | Cobra                      |         |
| 1993   | Тумбстоун                     | Tombstone                  |         |